# Marci Ien
Pour les articles homonymes, voir Ien.
Marci Ien, née le 29 juillet 1969 à Toronto, est une journaliste et femme politique canadienne en Ontario.
Elle travaille pour le réseau CTV comme journaliste au bulletin de nouvelles CTV News, comme co-présentatrice de l'émission Canada AM et à l'émission The Social.
Elle est députée à la Chambre des communes de la circonscription de Toronto-Centre de l'élection partielle du 26 octobre 2020 à 2025 sous la bannière libérale.
D'octobre 2021 à mars 2025, elle est ministre des Femmes, de l'Égalité des genres et de la Jeunesse au sein du gouvernement Trudeau.

## Biographie

### Formation, débuts professionnels
Marci Ien obtient en 1991 à l'Université Ryerson un diplôme en arts de la radio et de la télévision. Elle commence sa carrière la même année à CHCH-TV à Hamilton en Ontario, comme rédactrice et reporter générale. En 1995, elle commence à faire des reportages à Queen's Park à Toronto, ses reportages apparaissant à la fois aux nouvelles locales de CHCH et au bulletin d'information national de WIC, Canada Tonight. En 1997, elle passe au réseau CTV comme journaliste pour CTV Atlantic, couvrant des reportages importants comme l'écrasement du vol 111 de Swissair au large de Peggy's Cove, en Nouvelle-Écosse. Elle est co-présentatrice de l'émission Canada AM et à l'émission The Social,.
En 1995, Marci Ien remporte un prix de la Radio Television Digital News Association pour son émission d'information Journey to Freedom, portant sur le « chemin de fer clandestin ». En 2008, elle reçoit le prix Harry Jerome de la Black Business and Professional Association dans la catégorie médias. Elle reçoit ensuite en 2014 le prix Planet Africa pour l'excellence dans les médias. En 2015, Marci Ien est nommée aux Prix Écrans canadiens dans la catégorie Meilleur animateur pour son travail sur Canada AM. Elle reçoit en 2016 un African Canadian Achievement Award pour ses réalisations journalistiques.
Enfant, Ien participe régulièrement au programme Circle Square de Crossroads Christian Communications.

### Politique
Le 17 septembre 2020, Marci Ien est annoncée comme candidate du Parti libéral du Canada en vue de l'élection partielle canadienne du 26 octobre 2020, dans la circonscription de Toronto-Centre, à la suite de la démission de Bill Morneau.
Le jour de l'élection, elle est élue députée à la Chambre des communes, battant la cheffe du Parti vert du Canada Annamie Paul,, et prête officiellement serment le 25 novembre 2020.
Marci Ien est réélue lors des élections fédérales canadiennes de 2021,, avec presque 50 % de voix en plus que lors de l'élection précédente. Le 26 octobre 2021, elle est nommée ministre des Femmes, de l'Égalité des genres et de la Jeunesse dans le gouvernement de Justin Trudeau. Le même jour, elle prête serment comme membre du Conseil privé.
Elle ne se représente pas lors des élections de 2025.

#### Résultats électoraux
| Candidat              | Parti                     | # de voix | % des voix |
| --------------------- | ------------------------- | --------- | ---------- |
| Marci Ien             | Libéral                   | 10 581    | 41,98 %    |
| Annamie Paul          | Vert                      | 8 250     | 32,73 %    |
| Brian Chang           | NPD                       | 4 280     | 16,98 %    |
| Benjamin Gauri Sharma | Conservateur              | 1 435     | 5,69 %     |
| Baljit Bawa           | Parti populaire du Canada | 269       | 1,07 %     |
| Keith Komar           | Libertarien               | 135       | 0,54 %     |
| Kevin Clarke          | Indépendant               | 123       | 0,49 %     |
| Dwayne Cappelletti    | Free Party Canada         | 76        | 0,30 %     |
| Above Znoneofthe      | Indépendant               | 56        | 0,22 %     |
| Total/Participation   |                           | 25205     | 30,93 %    |

### Vie privée
Marci Ien est une femme noire canadienne d'origine trinidadienne, née à St. James Town. Elle grandit à Toronto où elle vit maintenant avec ses deux enfants, Blaize et Dash. Elle est la fille de Joel Ien, arrivé à la fin des années 1960 au Canada pour étudier à l'université et devenu enseignant, puis directeur et surintendant d'école à Toronto.